# Woolpit
Woolpit è un villaggio nella contea inglese del Suffolk, a metà strada tra le città di Bury St Edmunds e Stowmarket. Nel 2007 aveva una popolazione di 2.030 abitanti. È degno di nota per la leggenda del XII secolo sui bambini verdi di Woolpit e per la sua chiesa parrocchiale, che ha una raffinata opera medievale in legno. Amministrativamente Woolpit è una parrocchia civile, parte del distretto di Mid Suffolk.

## Storia
Il nome del villaggio, registrato per la prima volta nel X secolo come Wlpit e successivamente come Wlfpeta, deriva dall'antico inglese wulf-pytt, che significa "Pozzo per intrappolare i lupi".
Prima della conquista normanna dell'Inghilterra, il villaggio apparteneva a Ulfcytel Snillingr. Tra il 1174 e il 1180, Walter de Coutances, un confidente del re Enrico II, fu nominato a Woolpit. Dopo la sua "morte o ritiro" fu garantita ai monaci dell'abbazia di Bury St Edmunds. Allo stesso modo una bolla di Papa Alessandro III conferma che i ricavi da Woolpit devono essere consegnati all'abbazia.
Nel XV secolo e per un certo periodo di tempo, si sono tenute annualmente due fiere. La Horse Fair (Fiera del cavallo) si è svolta in due chiusure, o campi, il 16 settembre. La Cow Fair (Fiera della mucca) si svolse sul proprio campo il 19 settembre; qui venivano venduti giocattoli e bestiame.
Sir Robert Gardiner, Lord Capo della Giustizia d'Irlanda , fu Lord of the Manor dal 1597 al 1620. Fondò un ospizio per la cura delle povere donne di Woolpit e della vicina Elmswell. The Gardiner charity esiste ancora. Woolpit passò alla sua morte a suo nipote, Gardiner Webb, che morì nel 1674.
A partire dal XVII secolo, l'area divenne un importante centro di produzione di mattoni "Suffolk White", ma oggi rimangono solo le fosse.
Woolpit è situato nella centena di Thedwestry, a 13 km a sud-est di Bury. L'area della parrocchia è di 2 010 acri (8,1 km²); la popolazione nel 1831 era 880, di cui meno della metà erano agricoltori.
Mill Lane segna il sito di un mulino postale che venne demolito all'incirca nel 1924. Un altro mulino, caduto nel 1963, sorgeva in Windmill Avenue.
Il villaggio ha due pub, The Bull e The Swan, due sale da tè, agenti immobiliari, un negozio di generi alimentari, parrucchiere, un negozio di fish and chip, Palmers Bakery, un dentista e Woolpit Interiors all'interno del villaggio e due proprietà industriali che ospitano anche più grandi imprese come una clinica ed una scuola.

## Società

### Evoluzione demografica
Nel 1811, Woolpit aveva 625 abitanti in 108 case. Nel 1821 la popolazione era aumentata a 801 abitanti in 116 case. Secondo un censimento eseguito nel 2007 Woolpit contava 2.030 abitanti, mentre nell'ultimo eseguito nel 2011 ne contava 1.995..

## La leggenda dei bambini verdi

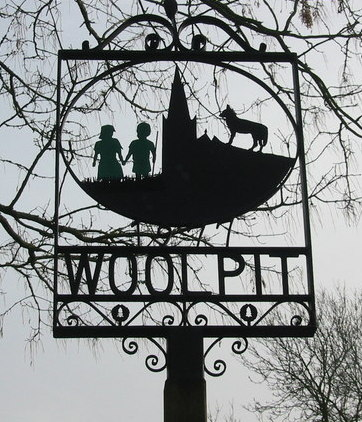
L’insegna del villaggio raffigurante i due bambini verdi, eretta nel 1977

Gli scrittori medievali Ralph di Coggeshall e Guglielmo di Newburgh riportano che due bambini apparvero misteriosamente a Woolpit durante il dodicesimo secolo. Fratello e sorella avevano un aspetto generalmente normale tranne che per il colore verde della loro pelle. Indossavano vestiti strani, parlavano una lingua sconosciuta e l'unico cibo che mangiavano erano fagioli crudi. Alla fine impararono a mangiare altro cibo e persero il loro pallore verde, ma il ragazzo si ammalò e morì poco dopo che i bambini furono battezzati. La ragazza si adattò alla sua nuova vita, ma venne ritenuta "piuttosto dissoluta e sfrenata nella sua condotta". Dopo aver imparato a parlare inglese, spiegò che lei e suo fratello erano venuti dalla Terra di St Martin, un mondo sotterraneo i cui abitanti sono verdi.
Alcuni ricercatori ritengono che la storia dei bambini verdi sia solamente un tipico racconto popolare, che descrive un incontro immaginario con gli abitanti di un altro mondo, forse sotterraneo o addirittura extraterrestre. Altri lo considerano un racconto ispirato ad un evento storico, forse collegato alla persecuzione degli immigrati fiamminghi che vivevano nella zona in quel momento.
Secondo alcuni ricercatori i bambini sarebbero in realtà stati due extraterrestri. Il primo ad affermare involontariamente questa possibilità fu Robert Burton, il quale, nel suo libro L'anatomia della malinconia del 1621, sosteneva che i due bambini verdi fossero "caduti dal Paradiso". Nel 1996 fu l'astronomo Duncan Lunan ad affermare, in un articolo pubblicato sulla rivista Analog, che i bambini fossero alieni accidentalmente teletrasportati sulla Terra.
Che la storia dei bambini verdi di Woolpit sia una leggenda o meno va segnalato che esiste in medicina una patologia chiamata anemia ipocromica nota anche come "malattia verde" per la distinta sfumatura della pelle a volte presente nei pazienti. I due bambini di Woolpit, se realmente esistiti, potevano quindi essere semplicemente due bambini affetti da questa malattia.

L'autore locale e cantante folk Bob Roberts ha dichiarato nel suo libro del 1978 A Slice of Suffolk che, "Mi è stato detto che ci sono ancora persone in Woolpit che sono 'discendenti dei bambini verdi', ma nessuno volle dirmi chi fossero!"

## Luoghi d'interesse

### Chiesa di Santa Maria

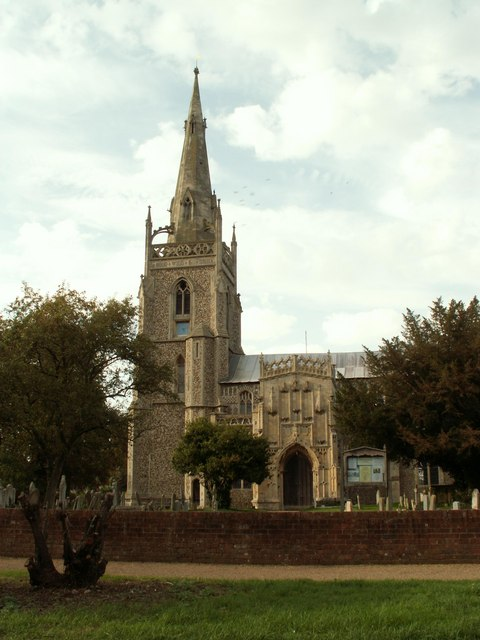
Chiesa di Santa Maria, Woolpit

La chiesa ha "il tetto del martelletto d'angelo più perfettamente restaurato del Suffolk", una profusione di panche medievali scolpite (mescolate con buone ricreazioni del XIX secolo) ed un grande portico del 1430-1455. Il tetto è in realtà un esempio di doppio martelletto, con il raggio superiore falso. La torre e la guglia sono opera di Richard Phipson negli anni '50 del XIX secolo e sono andate a sostituire le costruzioni originali andate distrutte nel 1852 o 1853. La maggior parte del resto della chiesa è perpendicolare, ad eccezione della navata sud e del presbiterio, entrambi del XIV secolo. C'è una bella decorazione a livello sul lato esterno del cleristorio. Il santuario medievale era all'estremità orientale della navata sud. Il Leggio a forma di aquila "abbastanza perfetto" è un raro originale del primo periodo Tudor antecedente allo Scisma anglicano.

#### Nostra Signora di Woolpit
Fino allo Scisma la chiesa ospitava una statua riccamente adornata della Vergine Maria conosciuta come "Nostra Signora di Woolpit", che era un oggetto di venerazione e pellegrinaggio, forse già nel 1211. C'è una chiara indicazione dell'esistenza di un'immagine della Vergine in un testamento della metà del XV secolo che parla di "tabernaculum beate Mariae de novo faciendo" ("in making new/anew the tabernacle of Blessed Mary"), che suona almeno come un baldacchino o anche una cappella per l'alloggiamento di un'immagine. Si trovava nella sua cappella all'interno della chiesa. Non esiste alcuna traccia dell'esistenza della cappella, ma presumibilmente doveva essere situata all'estremità orientale della navata sud, o più probabilmente sul lato nord del presbiterio nella zona ora occupata dalla sagrestia del XIX secolo.
Il pellegrinaggio a Nostra Signora di Woolpit sembra essere stato particolarmente popolare tra il XV e l'inizio del XVI secolo, e il santuario fu visitato due volte dal re Enrico VI, nel 1448 e nel 1449.
Nel 1481 John, Lord Howard (creato nel 1483 Duca di Norfolk da Riccardo III), lasciò 7£ 9s come offerta per il santuario.
Dopo che la dinastia Tudor aveva consolidato la sua presa sul trono inglese, la consorte di Enrico VII, Elisabetta di York, fece nel 1502 una donazione al santuario.
La statua fu rimossa o distrutta dopo il 1538, quando Enrico VIII ordinò la rimozione di "immagini simulate abusate con pellegrinaggi e offerte" in tutta l'Inghilterra; la cappella fu demolita nel 1551, su mandato della Court of Augmentations.

## The Lady's Well

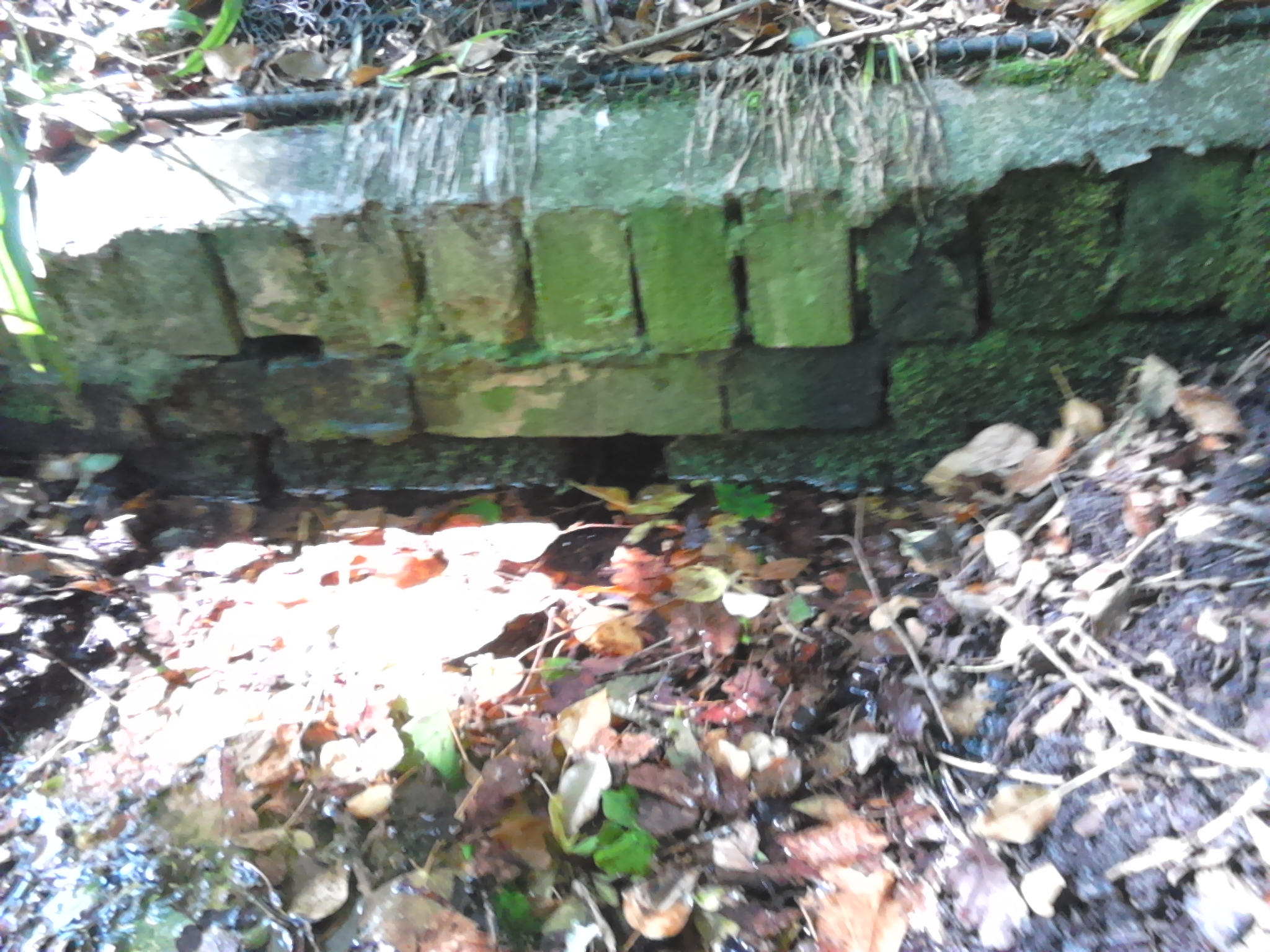
The Lady's Well di Woolpit

In un campo a circa 300 metri a nord-est della chiesa c'è un piccolo recinto con un fossato irregolare di data sconosciuta, in gran parte coperto da alberi e cespugli e diventato ora una riserva naturale. Il fossato è parzialmente riempito dall'acqua che sale da una sorgente naturale, protetta da mattoni moderni, sul lato sud; il fossato e la sorgente costituiscono un antico monumento schedato.
La sorgente è conosciuta come Lady's Well o Lady Well. Anche se ci sono precedenti riferimenti ad un pozzo o alla sorgente, venne chiamato per la prima volta "Our Ladys Well" in un documento datato tra il 1573 e il 1576, in riferimento a un tribunale di corte nel 1557–1558. Il nome suggerisce che era una volta un pozzo sacro dedicato come la chiesa e la statua alla Vergine Maria, ed è stato suggerito che il pozzo stesso fosse un luogo di pellegrinaggio medievale. Non ci sono prove che suggeriscano che ci sia mai stato un edificio nel sito del pozzo, o anche per sostenere la pretesa che fosse obiettivo di un pellegrinaggio. Infatti il pozzo era su un terreno non occupato dalla chiesa parrocchiale ma dalla cappella di San Giovanni a Palgrave.
Ad un certo punto, circolò una voce locale che affermava che le acque della sorgente avevano proprietà curative. Uno scrittore nel 1827 descrisse il Lady's Well come « una sorgente perpetua profonda circa due piedi di acqua meravigliosamente limpida, e così fredda che una mano immersa in essa è ben presto intorpidita. È usato occasionalmente per l'immersione di bambini deboli, e molto usato da persone con problemi alla vista. »
Un'analisi dell'acqua condotta negli anni '70 ha mostrato che ha un alto contenuto di solfato, che può essere stato di qualche beneficio nel trattamento delle infezioni oculari.

## Residenti famosi
- Dr Helen Geake - archeologa e membro di Time Team
- Ian Lavender - attore ed ultimo membro a morire del cast di Dad's Army